# Бейст, Фридрих Фердинанд фон
Фридрих Фердинанд фон Бейст (нем. Friedrich Ferdinand von Beust; 13 января 1809 — 24 октября 1886) — саксонский, австрийский и австро-венгерский государственный деятель и дипломат, граф.

## Происхождение и ранние годы
Родился в Дрездене, в семье судейского чиновника. Происходил из рода Бейстов, который первоначально был известен в Бранденбурге, а затем, более 30 лет, проживал в Саксонии. После учёбы в Гёттингене и Берлине Бейст поступил на саксонскую дипломатическую службу.

## Карьера в Саксонии
С 1836 года работал секретарем посольства в Берлине, с 1838 года — в Париже.
В 1841 году назначен поверенным в делах Саксонии в Баварии. С 1846 года — резидент в Лондоне; с 1848 года — посланник в Берлине.
В 1849—1853 годах занимал должность министра иностранных дел, с 1849 года — также министра исповеданий и народного просвещения; в 1853—1856 годах — министра внутренних дел; в 1858—1866 годах — председатель Совета министров Саксонии. В 1849 году настоял на непризнании Саксонией общегерманской конституции, которое привело в мае 1849 году к восстанию в Дрездене (подавленному при помощи прусских войск).
26 мая 1849 года заключил с Пруссией и Ганновером Союз трёх королей, «имеющий своей целью сохранение внутренней и внешней безопасности Германии, а также независимости и неприкосновенности отдельных германских государств». После того, как к этому союзу отказались присоединиться Бавария и Вюртемберг, Бейст начинает переориентироваться на Австрию.
Если ещё в 1849 году, вопреки настоянию Австрии на участии Германского союза в Крымской кампании против России, Бейст заключил от имени Саксонии с остальными государствами Средней Германии сепаратный договор (Бамбергская конференция), то уже во время австро-итало-французской войны (1859) он занимал благожелательную по отношению к Австрии позицию.
Во время Австро-прусской войны (1866) Саксония стала союзницей Австрии. После её поражения, Бейст был вынужден покинуть саксонские государственные посты и переехать в Вену.

## Карьера в Австрии и Австро-Венгрии
30 октября 1866 года Бейст занял пост министра иностранных дел Австрии, 23 июня 1867 года получил титул рейхсканцлера Австрии, которого никто не удостаивался со времени Меттерниха. В 1868 году был возведен в потомственное графское достоинство. С 7 февраля 1867 года также занимал пост министр-президента Австрии. Был одним из архитекторов Австро-венгерского соглашения. В 1867 году предпринимал усилия для формирования антипрусского союза Австро-Венгрии и Франции, участвовал в Зальцбургском свидании Франца Иосифа и Наполеона III. Несмотря на это, после начала Франко-прусской войны 1870-1871 гг. объявил о нейтралитете Австро-Венгрии.
8 ноября 1871 года уволен с государственных постов, назначен членом Палаты господ (Heerenhaus) Цислейтании и посланником в Лондоне. Вместо него министром иностранных дел и императорского двора, главой кабинета министров, назначен граф Дьюла Андраши.
В октябре 1878 года Бейст был назначен австро-венгерским посланником в Париже. С 19 мая 1882 года — в отставке. Умер в 1886 году в Санкт-Андре-Вердерне (Нижняя Австрия).

## Сочинения
- Erinnerungen zu Erinnerungen. Verlag Wöller, Leipzig, 1881.
- Aus drei Viertel-Jahrhunderten. 2 Bände, Verlag Cotta, Stuttgart 1887.